# Universidad Kitasato
Kitasato University (北里大学 'Kitasato Daigaku'?) es una universidad privada, cuya sede se encuentra en Minato, Tokio, Japón.

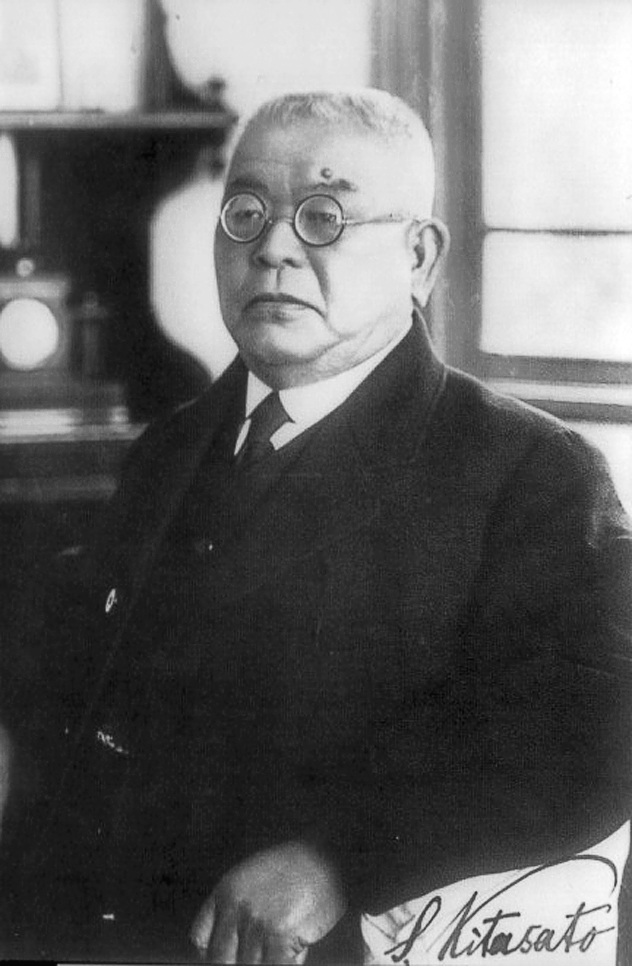
Kitasato Shibasaburō

La sede de la universidad se encuentra en el "Shirokane Campus", adyacente al Instituto Kitasato. 
Las mayores estructuras y servicios educacionales se encuentran en el "Sagamihara Campus", localizado a 60 kilómetros al oeste del centro de Tokio. 
La universidad le debe su nombre a Kitasato Shibasaburō.

## Información académica

### Organización
Sus departamentos incluyen:
- Facultad de Medicina
- Facultad de Ciencias de la Salud
- Facultad de Estudios Farmacéuticos
- Facultad de Veterinaria y Ciencias Animales
- Facultad de Enfermería
- Facultad de Ciencias Marinas
- Facultad de Ciencias.[2]